# Frode Får
Frode Får (også F for får) (engelsk: Shaun the Sheep) er en animeret stop motion-serie om livet på en lille bondegård, hvor fåret Frode bor. Serien følger Frode og hans forskellige oplevelser som leder af en noget usædvanlig fåreflok.
Der er lavet to versioner, en kaldet F for får og en kaldet Frode Får. De er ikke helt ens animeret og med hovedpersoner, som i den oprindelige udgave har en helt normal mund men i den nyere udgave har en mund som en bugtalerdukke, både fårehunden Bitzer og hans herre, bonden. Den nyere udgave har tilmed sin egen danske introsang, men den oprindelige udgave Shaun the Sheep sendes stadig nogen gange på Ramasjang.
Historierne vikler sig ofte ud i besynderligheder, hvor fårene holder discofest, bestiller pizzaer, stjæler bondens varme vand til deres eget bad, får besøg af rumvæsner eller niecer, finder tryllegrejer, ombygger bondens traktor, kurerer hikke, forsøger at sove når et får snorker eller i øvrigt håndterer de meget forskelligartede situationer der måtte opstå på gården.
Der er ingen tale eller tekst i serien - figurerne kommunikerer alene ved mimik og artsspecifikke lyde såsom grynten eller brægen.
Frode Får er en spin-off fra Aardman-serien Walter og Trofast (engelsk: Wallace and Gromit), som introducerede figuren Frode Får. 
Timmy-tid (engelsk: Timmy-time) er en spin-off  fra Frode Får med lammet Timmy (se nedenfor) og hans venner i børnehaven.

## Centrale figurer
- Frode Får – lederfåret, initiativrig og dygtig planlægger.
- Bonden – en jordnær gør-det-selv-type som bor alene på gården, og som aldrig opfatter at hans dyr er usædvanlige på nogen måde.
- Bitzer – bondens trofaste hund, har et godt makkerskab med Frode og hjælper tit med at vikle problemerne ud. Bor i et hundehus (antagelig med festkælder og poolbord).
- Gris 1, 2 og 3 – gårdens bøller, bor i deres eget indelukke og er i reglen stærkt usamarbejdsvillige.
- Pidsley – Er bondens kat, kun med i Frode Får.
- Fåreflokken - en stor glad (om end lidt dorsk) familie, som i reglen trives fint med Frodes lederskab. Fårene udviser ofte forbløffende evner, så som svejsning, mekanisk arbejde, cirkusartisteri eller landskabsarkitektur, men tager sjældent initiativer til andet end småballade.
- Shirley - er det største får i flokken (er først kønsbestemt og navngivet i Frode Får). Oftest en stille kæmpe. Spiser for det meste stille og roligt, men er skræmmende nok til at kunne beskytte Frode mod katten Pidsley. Hun er så stor, at store ting ofte forsvinder ind i (eller gemmes med vilje i) hendes uld, og hun kan tit ikke komme ud af stedet, så de andre får må skubbe, trække eller endda katapultere hende ud af problemer. Hendes størrelse har dog også fordele, når der er brug for en rambuk eller lignende urokkelige ting.
- Timmy & Lunettiena - et babyfår (med sut) og dens mor (med curlers). Timmy er en typisk baby, som er glad og eventyrlysten, når sutten er i nærheden, mens mor er meget mor-agtig, omend af og til lidt distræt.

### Danske stemmer
| Dansk skuespiller | Rolle       |
| ----------------- | ----------- |
| Peter Røschke     | Fortæller 1 |
| Vibeke Dueholm    | Fortæller 2 |

| Dansk skuespiller | Rolle            |
| ----------------- | ---------------- |
| Peter Jorde       | Temasangsudøvere |

## Andre figurer
- Mower Mouth - Geden der spiser alt
- Tyren inde på nabogrunden. Man bør i reglen holde god afstand.
- Ænderne
- Rumvæsenerne
- Gammel dame
- Pizzabudet
- Bondens niece